# 新伍と乙女の今夜もキュン!!
『新伍と乙女の今夜もキュン!!』（しんごとおとめのこんやもキュン）は、1984年10月18日から1985年3月21日までテレビ朝日系列局で放送されていたテレビ朝日製作のトークバラエティ番組である。全20回。放送時間は毎週木曜 22:30 - 22:54 （日本標準時）。

## 概要
山城新伍が女子大生35人とトークを繰り広げていた番組。メインコーナーの「新伍と女子大生のなんでも講座」では、山城扮する「山城教授」が女子大生たちに「いい女」になるためのメッセージを贈るべく、毎回違うテーマで講座を開いていた。